# Cryptocarya gonioclada
Cryptocarya gonioclada är en lagerväxtart som beskrevs av Kanehira & Hatusima. Cryptocarya gonioclada ingår i släktet Cryptocarya och familjen lagerväxter. Inga underarter finns listade i Catalogue of Life.